# Карлос Ромеро Хименес
Карлос Ромеро Хименес (на испански: Carlos Romero Giménez) е испански полковник от Гражданската война в Испания.
След войната е част от Френската съпротива и се бори срещу нацистката окупация от Бордо като част от маките. Бивш президент на Испанската лига за правата на човека.

## Биография
Роден е в Мадрид. Баща му е полковник Мануел Ромеро Салас, който е от андалуско семейство от Медина-Сидония, Кадис. Майка му е Мария Хименес Нунес. Хименес се присъединява към испанската армия на 2 декември 1908 г. Участва в Рифската война и получава множество награди, включително Лавров кръст на Свети Фердинанд.
Преди въстанието в Хака е задържан в резултат на участието си в бунта в Мадрид в полза на републиката и срещу диктатурата на Мигел Примо де Ривера. Прекарва две години във военни затвори. Освободен благодарение на амнистия, дадена от генерал Дамасо Беренгер, и по-късно е назначен в полк, разположен в Санта Крус де Тенерифе, Канарските острови, където остава до 14 април 1931 г. Веднага след провъзгласяването на Втората испанска република, Хименес се завръща в Мадрид, за да работи върху политиката с новото правителство.

### Втора република
Хименес се пенсионира от армията съгласно Закона на Асаня и служи като търговски аташе за Испания в Португалия от 1931 до 1932 г. Като аташе, а след това отново в Испания, той помага на португалците, преследвани от режима на Антонио де Оливейра Салазар.
Като генерален секретар на Националния комитет за паметта на мъчениците от Хака, на 20 август 1934 г. освобождава Луис Ромеро Басарт (известен сред испанските бежанци като „Злия Ромеро“) от поста му като ковчежник на комитета. По-късно Ромеро Басарт е уволнен, защото напусна поста си, докато действа като полковник от испанските републикански военновъздушни сили. В книгата си „Под ноктите на Гестапо“ Хименес твърди, че Ромеро Басарт „се е предложил и е бил приет в Гестапо за шпиониране и докладване на дейности на испански политически бежанци във Франция“ и че Ромеро Басарт го е предал на Гестапо.
В продължение на няколко години Хименес е вицепрезидент на Испанската лига за правата на човека, организация, основана през 1922 г. под председателството на Мигел де Унамуно.
Полковник Хименес получава патент през 1935 г. за издигната железопътна система, която трябва да се задвижва от витла.

### Гражданска война
В началото на бунта, довел до Испанската гражданска война Хименес доброволно се присъединява отново към въоръжените сили на републиканците с чин капитан за да се бие срещу националистите. Той е повишен в командир на 19 юли 1936 г., два дни след началото на конфликта. По време на войната, когато бившата републиканска армия се реорганизира след смъртта на Арелано е назначен да ръководи 4-та смесена бригада.
Той е един от командирите на колоните, които защитават Мадрид (по време на обсадата на Мадрид) от атаки, водени от генерал Хосе Енрике Варела. Ефективно отблъсва опитите за пресичане на реката и отрязва достъпа до центъра на Мадрид. За героичното си представяне е повишен от генерал Хосе Миаха в подполковник и е официално поздравен за деня на 18 ноември. Правителството на републиката по-късно официално потвърждава заповедите на генерал Миаха и му дава такъв ранг през април 1938 г.
Поради разногласия с анархистите, полковник Хименес иска уволнението на Рикардо Санс, каталонски анархо-синдикалист, когото той обвинява в малтретиране на войниците и довеждане на проститутки в окопите.
Според историка Рамон Салас, Хименес е „най-големият герой на защитата на Мадрид“.
Хименес оглавява 6-а дивизия на републиканските въоръжени сили от 1 май 1937 г. На 1 юли е поставен начело на Втори армейски корпус, който защитава покрайнините на Мадрид. Участва в битката при Брунете, въпреки че представянето на неговата част е лошо в района на Усера.
През юли 1938 г., когато генерал Висенте Рохо иска от Миаха да посочи командири с енергия и капацитет за кампанията на Леванте, Хименес е назначен за командир на новосъздадения XIII корпус на армията. Той се бие на няколко фронта срещу германските сили от легион „Кондор“, които се бият заедно с бунтовниците. За представянето си в битките с моторизираните дивизии на италианските "Черни ризи" е награден с втория си "Медал за храброст".
Като командир на 4-та смесена бригада и с ефективната подкрепа на генерал Миаха основава и ръководи фабрика за военни материали, наречена „Romero Mechanical Factories“, която е посветена на производството на минохвъргачки и боеприпаси, мини и ръчни гранати, бомби с аеродинамичен дизайн , термоси, триноги, щитове за окопи, резервни части за пушки, картечници и противотанкови и зенитни оръдия както и ремонт на двигатели. По време на обсадата на Мадрид между 800 и 1 200 души работят денонощно под постоянен вражески огън.
На Хименес се приписва изобретяването на мината, която носи неговото име „Мина Хименес“, противотанкова система, използвана за първи път по време на обсадата на Мадрид. Състои се от голяма чугунена метална кутия, предназначена да раздробява и произвежда шрапнели след експлозия от 15, 35 или 60 kg от динамит. Това е техническа иновация, която впоследствие е приложена по време на Втората световна война.
След Гражданската война в Испания Хименес е осъден задочно два пъти на смърт и за това, че е масон.

## Изгнание във Франция и съпротивата
След Гражданската война е заточен във Франция, първоначално в Клермон-Феран, по-късно в Париж. Хименес напуска Париж на 12 юни 1940 г., само часове преди германската окупация, с намерението да се качи на кораба SS „Champlain“, но този кораб е атакуван и потопен край пристанището. Установява се в Бордо, град, който също скоро е окупиран от нацистите. Там играе водеща роля в продължение на две години във френската съпротива на маките. Арестуван от Гестапо и затворен в страховития средновековен затвор "Fort du Hâ" в Бордо. Той е подложен на жестоки изтезания и разпити и е принуден да стане свидетел на смъртта от удушаване на други затворници от Съпротивата. Измъкнат е от кмета на Бордо. Кметът издава официално искане Хименес да бъде преместен от немската във френската част на затвора, заявявайки, че той трябва да бъде обработен от френски съд за (несъществуващо) гражданско престъпление. Веднъж във френската част на затвора, организацията го спасява. Отнема близо месец, за да се възстанови физически от нараняванията си от изтезания (в болница, разположена много близо до затвора, докато използва самоличността на мъртъв човек). Тогава той, съпругата и дъщеря му са подпомогнати от Съпротивата да преминат демаркационната линия в „свободната“ Франция на Виши. Всички те са задържани на следващата сутрин и отново хвърлени в затвора от сътрудничещата жандармерия. Отведен е в концентрационния лагер Гурс, където заедно с испанските бежанци са концентрирани евреи, очакващи да бъдат депортирани за унищожение. Спасени са благодарение на хуманитарната процедура на Жилберто Боскес, консул на Мексико, отличаващ се с изключителната си работа в подпомагането на испански бежанци, евреи и други преследвани, осигурявайки им подслон в тази страна. Мексико е широко отворена за приемане на бежанци, особено при президентството на Ласаро Карденас. Преодолявайки много трудности, те успяват да пътуват до Марсилия, където успяват да се качат на кораб за Оран. Оттам транссахарският влак ги отвежда до Казабланка, за да изчакат кораб, който да отведе Хименес и семейството му през Атлантика.

## Изгнание в Мексико
Пристигат в пристанището на Веракрус на 22 май 1942 г., след почти едномесечен круиз на борда на второто от трите пътувания, направени от Казабланка на португалския кораб „Nyassa“, превозващ до Мексико големи контингенти бежанци. В тази страна той основава отново техническото списание Defensa Nacional (Национална отбрана) с участието на испански военни бежанци в сътрудничество с мексиканските въоръжени сили. Заедно с децата си Кармен и Карлос Ромеро Ортега създава издателска компания, наречена „Sociedad Mexicana de Publicaciones“.
След смъртта на Франсиско Франко през 1975 г., въпреки че е изпълнил всички формалности, никога не получава държавна пенсия като испански военен ветеран. На 11 септември 1978 г. почива мирно на 87-годишна възраст в болницата Sanatorio Español в Мексико Сити. В изпълнение на волята му тялото му е кремирано и пепелта е разделена на две равни части, за да бъде разпръсната във въздуха, водата и земята, едната половина в Мексико, а другата в Испания. Разпръскването в Испания се състои по време на публична церемония на моста на французите.